# Listă de jocuri video românești
Aceasta este o listă de jocuri video românești (care au fost dezvoltate (și) în România).
| An        | Titlu                                                         | Dezvoltator                                                                                           | Editură                                    | Platformă | Gen                                                                                      | Note                               |
| --------- | ------------------------------------------------------------- | --- | ------------------------------------------ | --- | ---------------------------------------------------------------------------------------- | ---------------------------------- |
| 2000      | POD 2                                                         | Ubisoft Romania                                                                                       | Ubisoft                                    | Dreamcast | joc de curse                                                                             | [ 3 ]                              |
| 2001      | Cabela (serie)                                                | Fun Labs Romania SRL                                                                                  | Activision                                 | PlayStation 3, Wii, Xbox 360                                                                                   | jocuri de vânătoare                                                                      | [ 2 ] [ 1 ]                        |
| 2001      | Secret Service                                                | Fun Labs                                                                                              | Activision                                 | | first-person shooter                                                                     |                                    |
| 2003      | Downtown Run/City Racer                                       | Ubisoft România; Com2uS (mobil)                                                                       | Ubisoft                                    | PlayStation 2, Windows, GameCube și telefoane mobile                                                           | joc de curse de luptă cu vehicule                                                        | [ 4 ] [ 5 ]                        |
| 2002      | Shadow Force: Razor Unit                                      | Fun Labs                                                                                              | Activision                                 | PC (Windows)                                                                                                   | first-person shooter                                                                     | [ 6 ] [ 7 ]                        |
| 2005      | Shamu's Deep Sea Adventures                                   | Fun Labs                                                                                              | Activision                                 | PS2, Xbox , Game Cube                                                                                          | Kids                                                                                     |                                    |
| 2005      | Silent Hunter III                                             | Ubisoft Bucharest                                                                                     | Ubisoft                                    | Microsoft Windows                                                                                              | simulator de submarine                                                                   | [ 8 ]                              |
| 2006      | Rapala Tournament Fishing                                     | Fun Labs                                                                                              | Activision                                 | Xbox 360, Wii                                                                                                  | Fishing                                                                                  |                                    |
| 2006      | Dangerous Hunts (serie)                                       | Fun Labs                                                                                              | Activision                                 | PlayStation Portable                                                                                           | jocuri de vânătoare                                                                      | [ 9 ]                              |
| 2006      | Blazing Angels: Squadrons of WWII                             | Ubisoft București                                                                                     | Ubisoft                                    | Microsoft Windows, Xbox, Xbox 360, PlayStation, Wii                                                            | joc de luptă aeriană                                                                     | [ 10 ]                             |
| 2006      | Miami Nights: Singles in the City                             | Gameloft București                                                                                    | Gameloft                                   | J2ME, Nintendo DS și BlackBerry                                                                                | joc de simulare a întâlnirilor                                                           |                                    |
| 2007      | Harry Potter și Ordinul Phoenix                               | Electronic Arts                                                                                       | Warner Bros. Interactive Entertainment     | Microsoft Windows, PlayStation 2, PlayStation 3, Xbox 360, PSP, Nintendo DS, Wii, Game Boy Advance și Mac OS X | joc de acțiune-aventură singleplayer                                                     | [ 11 ]                             |
| 2007      | History Channel: Battle for the Pacific                       | Cauldron HQ, Fun Labs (PS2/Wii)                                                                       | Activision Value                           | Microsoft Windows, PlayStation 2, Wii, Xbox 360PlayStation 3                                                   | istoric, first-person shooter                                                            | [ 12 ]                             |
| 2007      | Blazing Angels 2: Secret Missions of WWII                     | Ubisoft București                                                                                     | Ubisoft                                    | Microsoft Windows, PlayStation 3, Xbox 360                                                                     | joc de luptă aeriană                                                                     | [ 13 ]                             |
| 2007      | Silent Hunter 4: Wolves of the Pacific                        | Ubisoft Bucharest                                                                                     | Ubisoft                                    | Microsoft Windows                                                                                              | simulator de submarine                                                                   | [ 14 ]                             |
| 2008      | Rapala Fishing Frenzy 2009                                    | Fun Labs                                                                                              | Activision                                 | Wii, PS3, Xbox 360                                                                                             | Fishing                                                                                  |                                    |
| 2008      | Assassin's Creed: Altaïr's Chronicles                         | Gameloft București                                                                                    | Ubisoft                                    | Nintendo DS, Android, iOS, webOS, Symbian, Java 2 ME, Windows Phone 7                                          | joc de acțiune-aventură                                                                  | [ 15 ]                             |
| 2008      | Block Breaker Deluxe                                          | Gameloft Romania                                                                                      |                                            | Java 2 ME, iPod, iPhone OS, N-Gage, Microsoft Windows, Wii, Nintendo DSi                                       | joc mobil, clonă Breakout                                                                | [ 16 ]                             |
| 2008      | Ferrari GT: Evolution                                         | Gameloft București                                                                                    | Gameloft                                   | iPhone, iPod Touch, mobile, Nintendo DSi, Symbian OS                                                           | joc de curse                                                                             | [ 17 ]                             |
| 2008      | NPPL Championship Paintball 2009                              | Sand Grain Studios                                                                                    | Activision                                 | PlayStation 2, PlayStation 3, Xbox 360, Wii                                                                    | first-person paintball simulation                                                        | [ 18 ]                             |
| 2009      | Asphalt 5                                                     | Gameloft București, Gameloft Mexic                                                                    | Gameloft                                   | iOS, Freebox, webOS, Android, Symbian^3, Bada, Windows Phone 7                                                 | joc de curse                                                                             | [ 19 ]                             |
| 2009      | N.O.V.A. Near Orbit Vanguard Alliance                         | Gameloft Bucharest                                                                                    | Gameloft                                   | iOS, webOS, Android, PlayStation Portable, PlayStation 3, Bada                                                 | acțiune-aventură                                                                         | [ 20 ]                             |
| 2009      | H.A.W.X                                                       | Ubisoft Bucharest, Ubisoft Kiev                                                                       | Ubisoft                                    | Xbox 360, PlayStation 3, Microsoft Windows, iOS, BlackBerry PlayBook, Palm Pre, Android, Symbian^3             | simulator de luptă                                                                       | [ 21 ]                             |
| 2010      | H.A.W.X 2                                                     | Ubisoft România                                                                                       | Ubisoft                                    | Xbox 360, PlayStation 3, Wii, Microsoft Windows                                                                | simulator de luptă                                                                       | [ 22 ] [ 23 ]                      |
| 2010      | Brothers in Arms 2: Global Front                              | Gameloft Romania                                                                                      | Gameloft                                   | iOS, Android                                                                                                   | first-person shooter WWI                                                                 | [ 24 ] [ 25 ]                      |
| 2010      | N.O.V.A. 2: The Hero Rises Again                              | Gameloft Bucharest                                                                                    | Gameloft                                   | iOS, Android, HP TouchPad, BlackBerry Playbook, Mac OS X                                                       | first-person shooter                                                                     | [ 26 ]                             |
| 2010      | Silent Hunter 5: Battle of the Atlantic                       | Ubisoft Bucharest                                                                                     | Ubisoft                                    | Microsoft Windows                                                                                              | simulator de submarine                                                                   | [ 27 ]                             |
| 2011      | Fast Five                                                     | Gameloft                                                                                              | Gameloft                                   | Android, iOS, MacOS, mobile                                                                                    | joc de curse                                                                             | [ 28 ] [ 29 ]                      |
| 2011      | ABBA: You Can Dance                                           | Ubisoft Paris, Ubisoft București                                                                      | Ubisoft                                    | Wii | joc de muzică                                                                            | [ 30 ] [ 31 ] [ 32 ] [ 33 ]        |
| 2011      | Wild West Guns                                                | Gameloft Bucharest                                                                                    | Gameloft                                   | Mobile, Wii (WiiWare), iOS                                                                                     | action-adventure shooting                                                                | [ 34 ] [ 35 ] [ 36 ]               |
| 2012      | Tom Clancy's Ghost Recon: Future Soldier                      | Red Storm Entertainment, Ubisoft Paris, Ubisoft Bucharest                                             | Ubisoft                                    | PlayStation 3, Xbox 360, Microsoft Windows                                                                     | third-person tactical shooter                                                            | [ 37 ] [ 38 ]                      |
| 2012      | Just Dance 4                                                  | Ubisoft Milan, Ubisoft Paris, Ubisoft Reflections, Ubisoft Bucharest, Ubisoft Pune                    | Ubisoft                                    | Wii, Xbox 360, PlayStation 3, Wii U                                                                            | music rhythm game                                                                        | [ 39 ]                             |
| 2012      | MIB: Alien Crisis                                             | Fun Labs                                                                                              | Activision                                 | PlayStation 3, Wii, Xbox 360                                                                                   | Shoot 'em up third-person shooter                                                        | [ 40 ]                             |
| 2012      | N.O.V.A. 3                                                    | Gameloft Bucharest                                                                                    | Gameloft                                   | iOS, Android, BlackBerry 10, Windows Phone 8                                                                   | Action-adventure, first-person shooter                                                   | [ 41 ]                             |
| 2013      | Blitz Brigade                                                 | Gameloft București                                                                                    | Gameloft                                   | Android, iOS, Microsoft Windows                                                                                | multiplayer first-person shooter                                                         | [ 42 ]                             |
| 2014      | Just Dance Wii U                                              | Ubisoft Paris, Ubisoft Milan, Ubisoft Reflections, Ubisoft Romania, Ubisoft Pune, Ubisoft Montpellier | Nintendo                                   | Wii U | dance rhythm game                                                                        | [ 43 ]                             |
| 2014      | Modern Combat 5: Blackout                                     | Gameloft Bucharest                                                                                    | Gameloft                                   | iOS, Android, Windows, Windows Phone, Nintendo Switch                                                          | first-person shooter                                                                     | [ 44 ]                             |
| 2014 -    | Door Kickers (serie)                                          | KillHouse Games                                                                                       | KillHouse Games, QubicGames (Switch)       | Windows, Linux, iOS, Android, Switch                                                                           | Tactică în timp real                                                                     | [ 45 ] [ 46 ]                      |
| 2015      | Assassin's Creed Rogue                                        | Ubisoft Sofia                                                                                         | Ubisoft                                    | PlayStation 3, Xbox 360, Microsoft Windows, PlayStation 4, Xbox One, Nintendo Switch, Google Stadia            | joc de acțiune-aventură                                                                  | [ 47 ]                             |
| 2015      | Tony Hawk's Pro Skater 5                                      | Robomodo, Disruptive Games, Fun Labs                                                                  | Activision                                 | PlayStation 4, Xbox One, PlayStation 3, Xbox 360                                                               | skateboarding                                                                            | [ 48 ]                             |
| 2016      | Move or Die                                                   | Those Awesome Guys                                                                                    | Those Awesome Guys, Reverb Communications  | Microsoft Windows, PlayStation 4                                                                               | action-puzzle game                                                                       | [ 49 ]                             |
| 2016      | Watch Dogs 2                                                  | Ubisoft                                                                                               | Ubisoft                                    | PlayStation 4, Xbox One, Microsoft Windows                                                                     | acțiune-aventură multi-platformă open-world                                              | [ 50 ] [ 51 ]                      |
| 2016-2022 | FIFA 17; FIFA 18; FIFA 19; FIFA 20; FIFA 21; FIFA 22; FIFA 23 | Electronic Arts România, EA Canada                                                                    | EA Sports                                  | PlayStation 3, PlayStation 4, Microsoft Windows, Xbox 360, Xbox One                                            | joc de de simulare a fotbalului                                                          | [ 52 ]                             |
| 2016      | Brawlout                                                      | Angry Mob Games                                                                                       | Angry Mob Games, Merge Games               | Microsoft Windows, Nintendo Switch, PlayStation 4, Xbox One.                                                   | joc de lupte                                                                             | [ 53 ]                             |
| 2017      | Black the Fall                                                | Sand Sailor Studio                                                                                    | Square Enix                                | Linux, Microsoft Windows, OS X, PlayStation 4, Xbox One, Nintendo Switch                                       | joc de puzzle - platformer                                                               | [ 54 ] [ 55 ] [ 56 ]               |
| 2017      | Tom Clancy's Ghost Recon Wildlands                            | Ubisoft                                                                                               | Ubisoft                                    | Microsoft Windows, PlayStation 4, Xbox One, Google Stadia                                                      | third-person tactical shooter                                                            | [ 57 ]                             |
| 2018      | Gray Dawn                                                     | Interactive Stone                                                                                     | Interactive Stone                          | Microsoft Windows                                                                                              | survival horror                                                                          | [ 58 ]                             |
| 2019      | Gibbous - A Cthulhu Adventure                                 | Stuck In Attic                                                                                        | Stuck In Attic                             | Microsoft Windows, macOS, Linux, Nintendo Switch                                                               | joc de aventură point-and-click                                                          | [ 59 ]                             |
| 2019      | PC Building Simulator                                         | Claudiu Kiss, The Irregular Corporation                                                               | The Irregular Corporation                  | Windows, PlayStation 4, Xbox One, Nintendo Switch                                                              | joc de afaceri (simulare economică)                                                      | [ 60 ]                             |
| 2019      | Tom Clancy's Ghost Recon Breakpoint                           | Ubisoft Paris                                                                                         | Ubisoft                                    | Microsoft Windows, PlayStation 4, Xbox One, Stadia                                                             | online-only tactical shooter                                                             | [ 61 ] [ 62 ]                      |
| 2021      | Nerf Legends                                                  | Fun Labs                                                                                              | GameMill Entertainment                     | Microsoft Windows, Nintendo Switch, PlayStation 4, PlayStation 5, Xbox One, Xbox Series X/S                    | first-person shooter                                                                     | [ 63 ] [ 64 ]                      |
| 2021      | Unbound: Worlds Apart                                         | Alien Pixel Studios                                                                                   | Alien Pixel Studios, Digerati Distribution | Microsoft Windows, macOS, Linux, PlayStation 4, PlayStation 5, Xbox One, Xbox Series X/S, Nintendo Switch      | puzzle-platform                                                                          | [ 65 ] [ 66 ]                      |
| anulat    | Tom Clancy's Ghost Recon Frontline                            | Ubisoft Bucharest                                                                                     | Ubisoft                                    | | first-person massively multiplayer online PvP class-based tactical shooter battle royale | [ 67 ] [ 68 ]                      |
| 2022      | Bear and Breakfast                                            | Gummy Cat                                                                                             | Armor Games Studios                        | Microsoft Windows, PlayStation 4, PlayStation 5, Nintendo Switch                                               | management, adventure, simulare                                                          | [ 69 ]                             |
| 2023      | Stay Still                                                    | Tarba Paul Cornel                                                                                     | Galactic Crows                             | Microsoft Windows                                                                                              | survival horror                                                                          | [ 70 ]                             |
| 2024      | ASKA                                                          | Sand Sailor Studio                                                                                    | Thunderful Publishing                      | Microsoft Windows                                                                                              | adventure, strategy, simulation                                                          | [ 69 ]                             |
| 2024      | Stay Still 2                                                  | Tarba Paul Cornel                                                                                     | Galactic Crows                             | Microsoft Windows                                                                                              | survival horror                                                                          | [ 70 ]                             |
| 2024      | MUZY                                                          | Andrew Rybis                                                                                          | Galactic Crows, Tarba Paul Cornel          | Microsoft Windows                                                                                              | survival horror                                                                          | [ 71 ]                             |
| 2024      | Psychopath Massacre                                           | Tarba Paul Cornel                                                                                     | Galactic Crows                             | Microsoft Windows                                                                                              | survival horror                                                                          | [ 72 ] [ 73 ] [ 74 ]               |
| 2024      | Left to Rot                                                   | Tarba Paul Cornel                                                                                     | Galactic Crows                             | Microsoft Windows                                                                                              | survival horror                                                                          | [ 75 ] [ 76 ] [ 77 ] [ 74 ]        |
| 2024      | Psychopathy Assessment                                        | Tarba Paul Cornel                                                                                     | Galactic Crows                             | Microsoft Windows                                                                                              | survival horror                                                                          | [ 78 ] [ 74 ]                      |
| 2024      | Christmas Mutilator                                           | Tarba Paul Cornel                                                                                     | Galactic Crows                             | Microsoft Windows                                                                                              | survival horror                                                                          | [ 79 ] [ 74 ]                      |
| 2025      | Deadly Quiet                                                  | Tarba Paul Cornel, Muhammad Abdul Rafy                                                                | Galactic Crows                             | Microsoft Windows                                                                                              | survival horror, Multiplayer                                                             | [ 80 ] [ 81 ] [ 82 ] [ 83 ] [ 84 ] |